# TinyURL
TinyURL és un servei web d'escurçament d'URL que transforma URL llargs en curts amb un redireccionament de pàgines. El servei va ser llançat el gener 2002 per Kevin Gilbertson.
La homepage del lloc TinyURL té un formulari on l'usuari informa un link llarg perquè aquest sigui simplificat. Per cada link digitat, el servidor addiciona un nou àlies al seu banc de dades, retornant un link curt. Si el link ja havia estat sol·licitat, el lloc anirà a retornar l'àlies existent en lloc de crear una entrada duplicada. El link curt encamina els usuaris cap al link llarg, convertit anteriorment. El servei també ofereix una API que permet aplicacions per a crear automàticament URLs curtes.
El servei es va fer popular a Twitter, on els links molt grans acostumem a ser reduïts per mantenir els tweets en un espai limitat de només 140 caràcters. Des de l'any 2008, el TinyURL va passar a permetre als usuaris la creació de links personalitzats, amb àlies més significatius.
Els links més curts poden generar problemes, tals com virus i spam. Per això, molts e-mails de phishing usen aquest tipus de servei per capturar informacions.

## Impacte
La popularitat de TinyURL influencià la creació de com a mínim 100 llocs similars. Algunes ofereixen recursos addicionals. Hi ha altres serveis similars a TinyURL arreu d'internet.